# Martin Compston
Martin Compston, né le 8 mai 1984 à Greenock en Écosse, est un acteur et un joueur de football britannique. Il s'est fait connaître grâce au film Sweet Sixteen en 2002.

## Biographie
Martin Compston est né et a grandi à Greenock en Écosse.
Le 19 juin 2016, il a épousé Tianna Chanel Flynn, une actrice américaine née en 1990.

## Filmographie

### Cinéma
- 2002 : Sweet Sixteen de Ken Loach : Liam
- 2004 : Niceland (Population. 1.000.002) de Friðrik Þór Friðriksson : Jed
- 2005 : Tickets, segment de Ken Loach : Jamesy
- 2005 : Wild Country de Craig Strachan : Lee
- 2006 : Il était une fois dans le Queens (A Guide to Recognizing Your Saints) de Dito Montiel : Mike O'Shea
- 2006 : Red Road d'Andrea Arnold : Stevie
- 2006 : True North de Steve Hudson : Seán
- 2008 : Doomsday de Neil Marshall : Joshua
- 2008 : Freakdog de Paddy Breathnach : Sean
- 2009 : The Damned United de Tom Hooper : John O'Hare
- 2009 : La Disparition d'Alice Creed (The Disappearance of Alice Creed) de J Blakeson : Danny
- 2010 : Pimp de Robert Cavanah : Zeb
- 2010 : Soulboy (en) de Shimmy Marcus (en) : Joe McCain
- 2010 : Donkeys de Morag McKinnon : Stevie Blantyre
- 2011 : Ghosted de Craig Viveiros : Paul
- 2011 : 7 Lives (en) de Paul Wilkins : Rory
- 2011 : Four (en) de John Langridge : Lover
- 2011 : How to Stop Being a Loser (en) de Dominic Burns (en) : Adam
- 2012 : Strippers vs Werewolves de Jonathan Glendening : Shaniqua
- 2012 : When the Lights Went Out de Pat Holden : Mr Price
- 2012 : L'Enfant d'en haut d'Ursula Meier : Mike
- 2012 : Piggy de Kieron Hawkes : Joe
- 2013 : The Wee Man de Ray Burdis : Paul Ferris
- 2013 : Ordure ! (Filth) de Jon S. Baird : Gorman
- 2015 : La Légende de Barney Thomson (The Legend of Barney Thomson) de Robert Carlyle : Chris Porter
- 2015 : Scottish Mussel de Tallulah Riley : Ritchie
- 2017 : The Professional (Hunter's Prayer) de Jonathan Mostow : Metzger
- 2018 : Marie Stuart, reine d'Écosse (Mary Queen of Scots) de Josie Rourke : James Hepburn
- 2019 : Cœurs ennemis (The Aftermath) de James Kent : Siegfried Leitmann

### Télévision
- 2003 : The Royal (série télévisée) : Jeffrey Carpenter
- 2003 : Rockface (série télévisée) : Jason Farinelli
- 2003-2005 : Monarch of the Glen (série télévisée) : Ewan Brodie
- 2004 : Casualty (série télévisée) : Matty Howell
- 2007 : Night is Day (série télévisée) : le chef des gangsters
- 2010 : Five Daughters (mini-série télévisée) de Philippa Lowthorpe : Jon
- 2013 : Un été meurtrier (Ice Cream Girls) (série télévisée) : Marcus
- 2013 : Miss Marple (série télévisée) : Alfred Pollock
- 2013 : Le Vol du grand rapide (The Great Train Robbery) (mini-série télévisée) : Roy James
- 2014 : Affaires non classées (Silent Witness) (série télévisée) : Jason Ross
- 2014 : Ripper Street (série télévisée) : Edwin Havelock
- 2012-2021 : Line of Duty (série télévisée) : Sergent détective Steve Arnott
- 2016 : Meurtres au paradis (Death in Paradise) (série télévisée) : Dexter Allen
- 2016 : In Plain Sight (mini-série télévisée) de John Strickland : Peter Manuel
- 2017 : Victoria (série télévisée) : Dr. Traill
- 2018 : Urban Myths (série télévisée) : Midge Ure
- 2019 : Still Game (série télévisée) : l'assistant au magasin de téléphonie
- 2019-2022 : Traces (série télévisée) : Daniel MacAfee[1]
- 2020 : The Nest (mini-série télévisée) : Dan Docherty[2]
- 2021 : Vigil (série télévisée) : Craig Burke
- 2022 : Mayflies (série télévisée) : Jimmy
- 2022 : Our House (série télévisée) : Bram Lawson
- 2023 : The Rig (série télévisée) : Fulmer Hamilton

## Distinctions

### Récompenses
- 2002 : BAFTA Scotland : meilleur acteur dans un film écossais pour Sweet Sixteen
- 2006 : Festival international du film de Gijón : Meilleur acteur pour Il était une fois dans le Queens partagé avec Channing Tatum, Shia LaBeouf, Adam Scarimbolo et Peter Anthony Tambakis
- 2011 : Festival du film de Turin : Meilleur acteur pour Ghosted[3]
- 2021 : TV Choice Awards UK : Meilleur acteur pour Line of Duty[4]

### Nominations
- 2003 : Empire Award du meilleur espoir pour Sweet Sixteen
- 2007 : BAFTA Scotland : meilleur acteur dans un film écossais pour True North